# Ulisse Stacchini
Ulisse Stacchini (Firenze, 3 luglio 1871 – Sanremo, 5 gennaio 1947) è stato un architetto italiano.
Tra le opere per le quali è più conosciuto figurano la stazione Centrale e lo stadio Meazza, entrambi a Milano.

## Biografia
Nasce a Firenze da Antonio, banchiere, e da Edvige Del Lungo, nella casa al numero 3 di Lungarno Guicciardini. 
Dopo essersi laureato a Roma si trasferì a Milano per iniziare a progettare edifici e negozi privati (come il famoso Ristorante Savini) seguendo i canoni dell'Art Nouveau.  Realizza un considerevole numero di edifici attraverso i quali il suo linguaggio liberty, legato fin dagli esordi alle esperienze della scuola austriaca: del 1903-04 è la casa Donzelli di via Gioberti 1 a Milano, cui fanno seguito, sempre nel capoluogo lombardo: la casa Cambiaghi di via Pisacane 22 (1904); le case Motta e Prisia rispettivamente in via Castel Morrone 8 e 19 (1905); la sistemazione interna del Banco Ambrosiano di via Clerici 2 (1906); la casa Apostolo di via Tasso 10-12 (1906-08); la casa Donzelli di via Revere 7 (1907-09); la sede del Credito Varesino in via Porrone 6 (1908); alle quali va aggiunta la villa Magnani a Induno Olona (1903-05) e la Villa Ambrosini Spinella a Osnago.  Progetta inoltre una serie di edicole funebri al Cimitero Monumentale di Milano, tra cui ricordiamo le tombe Beaux e Pinardi entrambe dei 1904 e in chiaro stile liberty.
Nonostante questa fitta sequenza di opere, il successo dovrà arridergli solo quando vincerà il concorso per la Stazione Centrale di Milano, bandito nel 1906, ma espletato solo nel 1911-12, e quello per il Cimitero di Monza, bandito per la seconda volta in due ordini di grado fra il 1912 e il 1914. Entrambi i progetti furono poi realizzati fra il 1925 e il 1931.

Nel 1929 progetta la sede della Cassa di Risparmio delle Provincie Lombarde di Pavia.
Nel 1915 partecipa al concorso per la nuova sede della Cassa di Risparmio in piazza delle Erbe a Verona. Per la stessa Cassa di Risparmio realizzerà poi le sedi di Brescia, Lecco, Pavia, Gavirate, Gallarate e Legnano.

Nell'anno accademico 1913-14 sostituisce O. Nioretti, impegnato a Montevideo, nell'insegnamento alla Scuola di Architettura del Politecnico.
In seguito a recenti studi critici sono state attribuite a Stacchini altre due importanti opere milanesi: la casa di via Cavallotti 5 (1914, demolita) e quella di via S. Michele del Carso 24 (presumibilmente del medesimo periodo).
Nel 1933 viene nominato Grand'Ufficiale dell'Ordine della Corona d'Italia con Regio decreto.
Nel dopoguerra partecipa ad alcuni importanti concorsi, vincendo con l'ingegner Alberto Cugini quello per lo Stadio Giuseppe Meazza, ma la sua attività professionale si riduce sensibilmente, anche se mantiene l'incarico di insegnamento al Politecnico di Milano.
Il suo nome è iscritto nel Famedio del Monumentale di Milano, cimitero dove si trova anche la tomba dell'architetto.

## Curiosità
Lo Stacchini donò il basamento del monumento a Francesco Baracca, posto nell'omonima piazza di Milano e inaugurato il 27 settembre 1931: la statua bronzea è dello scultore Silvio Monfrini (1896-1969).